# 霞东书院
24°30′37″N 117°40′06″E / 24.51028°N 117.66833°E

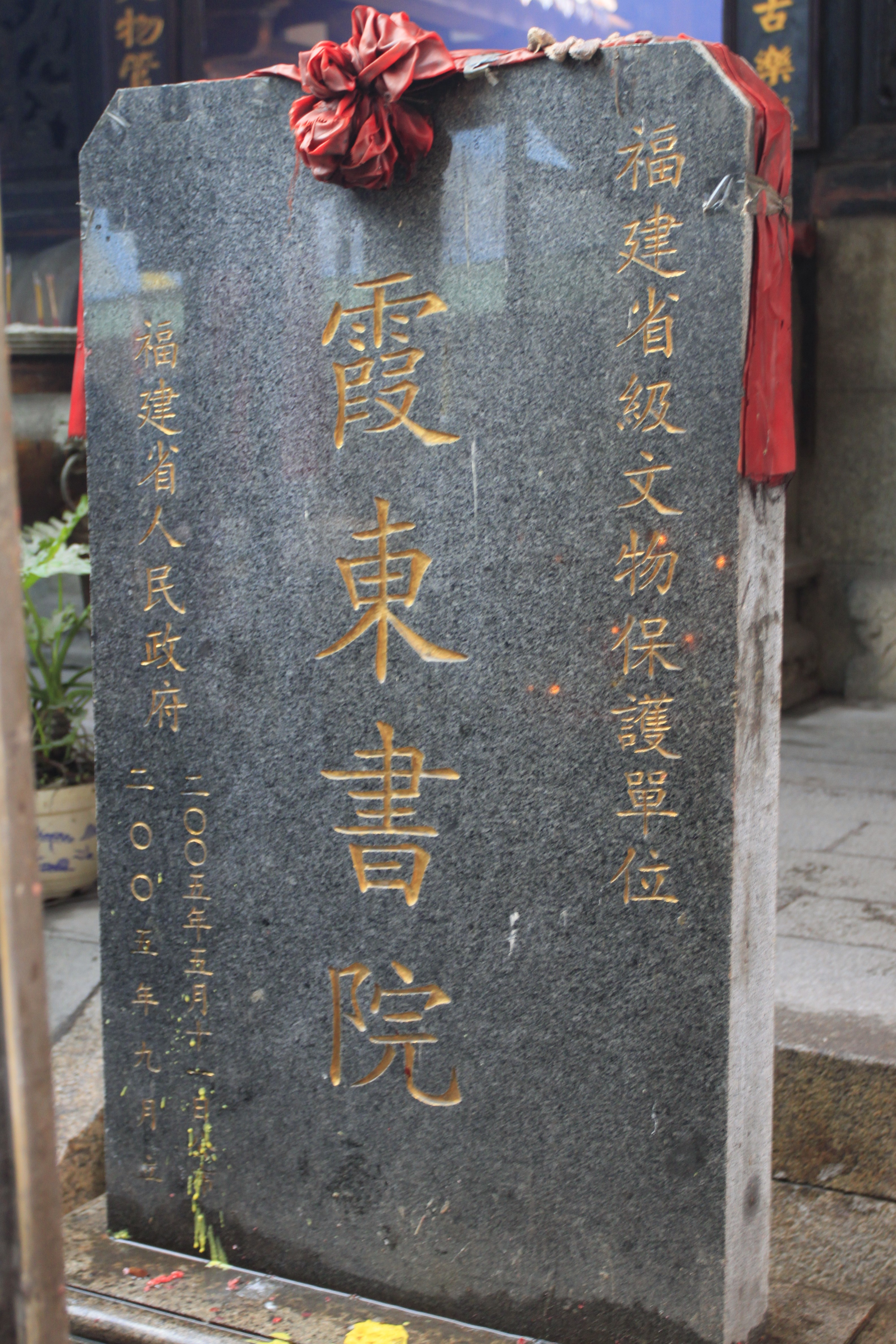
文化保護單位石碑

霞东书院位于中国福建省漳州市芗城区盐鱼市街，1988年被列为漳州市文物保护单位，2005年被列为福建省文物保护单位。
霞东书院始建于清康熙四十五年（1706年），原为将领蓝理的公馆，乾隆年间文华殿大学士蔡新归隐后在此讲学，道光元年（1821年）重建。建筑坐西北朝东南，由门楼、主殿和两侧廊房组成“口”字形布局。主殿面阔进深各三间，悬山顶，燕尾脊，抬梁穿斗混合式构架。